# ルサ4世
ルサ4世（Rusa IV）は、ウラルトゥ王国末期の王。在位（推定）：紀元前595年 - 585年。ルサ3世の息子とみられる。おそらくウラルトゥ王国最後の王。

## 来歴

### 発見

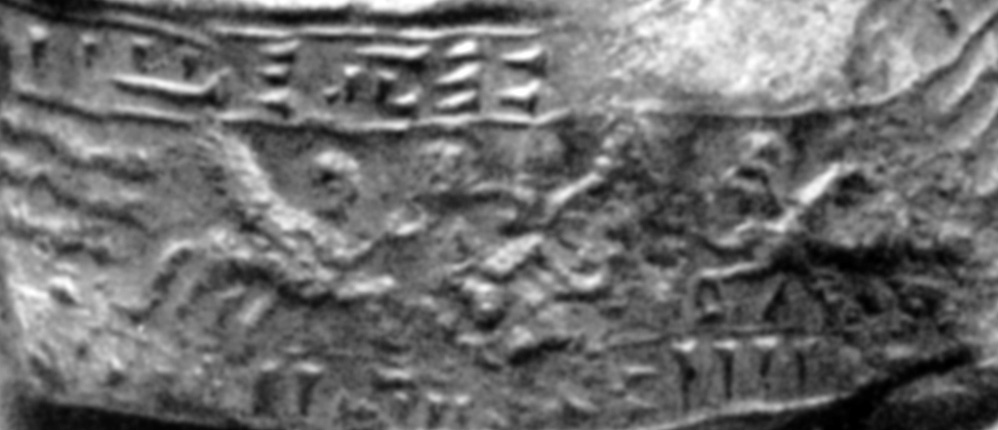
ルサ4世の名が入った円筒印章が捺印された封泥（カルミル・ブルール出土）

ウラルトゥ王国の末期の歴史は、ウラルトゥ自身の衰退と、他国史料での言及が極端に少なくなるため、史料が少なく不明な点が多い。ルサ4世の存在は、20世紀後半の発掘調査の成果により明らかになった。
1952年、アルメニア共和国（当時はソビエト連邦の一部）にあるウラルトゥの都城址遺跡カルミル・ブルール（古代名テイシュバニ）の発掘調査で、円筒印章が捺印されたブッラ（「封泥」と訳される）が発見された。この円筒印章には絵柄と共にウラルトゥ語の楔形文字が刻まれていたが、1960年になってこの文字が判読され、「ルサの息子ルサ」という名のウラルトゥ王の名が記されていると判明した。このブッラが出土したのは都城が炎上して廃絶されたウラルトゥ王国末期の時代に属する焼土層だったこと、そしてルサという名の父をもつルサという名のウラルトゥ王が他にいないことなどから、ルサ4世の存在が浮かび上がった。ルサ4世自身の事績はこれ以外には伝わっていない。

### ウラルトゥ王国の滅亡
紀元前6世紀に入り、ウラルトゥはもはや往時の勢いはなかったと思われる。アルギシュティヒニリ（現アルメニア共和国アルマヴィル）は炎上し、エレブニ（現在のエレバン）は放棄された。そして最後の砦であるテイシュバニ（カルミル・ブルール）も、何者かの攻撃により炎上して廃墟と化した。ルサ4世もテイシュバニと運命を共にしたものとみられる。これらの遺跡ではいずれもスキタイ式の青銅製鏃が発見されており、スキタイ人が加わった軍勢の攻撃を受けて落城したのであろう。ウラルトゥ領は滅亡後はメディア王国の領土に組み込まれた。
ウラルトゥ王国滅亡からおよそ1世紀後の古代ギリシアの歴史家ヘロドトスは、その著書『歴史』の中でメディアについては詳述しているものの、ウラルトゥについてはまったく言及していない。ウラルトゥの故地に住むアルメニア人の記憶や旧約聖書の中にかすかに残るのみだったウラルトゥ王国が再発見されたのは19世紀のことで、発掘調査などによりその実像が明らかになり始めたのはようやく20世紀になってからであった。

## 文献
- Арутюнян, Н. В., Биайнили (Урарту), Издательство Академии наук Армянской ССР, Ереван, 1970
- Арутюнян, Н. В., Некоторые вопросы последнего периода истории Урарту // Древний Восток, Издательство АН Армянской ССР, Ереван, № 2, 1976
- Дьяконов, И. М., Последние годы Урартского государства по ассиро-вавилонским источникам // Вестник Древней Истории № 2, 1951